# أحمد بن إسماعيل بن عباس
الناصر أحمد بن إسماعيل بن عباس أو  الناصر أحمد بن الأشرف إسماعيل هو ثامن ملوك الدولة الرسولية في اليمن، حكم في الفترة (1400 – 1426 م).